# Egypt III
Egypt III (The Egyptian Prophecy в Северной Америке, Egypt III: The Fate of Ramses в Европе и Египет 3: Проклятие Рамсеса в России) — приключенческая компьютерная игра, разработанная компанией Kheops Studio и выпущенная компанией The Adventure Company в 2004 году. Игра является третьей и последней игрой в трилогии о Египте. Первыми двумя частями были игры «Egypt 1156 B.C.» и «Egypt II: The Heliopolis Prophecy». В 2010 году Microïds выпустила разделенную на части адаптацию игры для Apple iPhone.

## Сюжет
В возрасте шестидесяти лет, умирающий фараон Рамсес II просит оракула Амона помочь ему выжить и продлить его правление; Бог соглашается, при условии, что до наступления сезона Шему будет построен величественный обелиск. Но, несмотря на первоначальный прогресс, строительство внезапно останавливается, и фараон отправляет одну из своих жриц, Майю, для расследования.

## Разработка
В 2002 году после банкротства и ликвидации Cryo Interactive  многие из ее ключевых активов были приобретены компанией DreamCatcher Interactive и был сформирован новый европейский филиал этой компании. В число этих приобретений вошли две группы разработчиков, в том числе та, которая создавала серию игр Египет. Впоследствии, в апреле 2003 года, DreamCatcher анонсировал Египет III под названием «The Egyptian Prophecy» для Северной Америки и «Egypt III: The Fate of Ramses» в Европе. Что стало одним из множества заявлений компании в рамках подготовки к выставке Electronic Entertainment Expo 2003. Первоначально Египет III разрабатывался компанией DreamCatcher Europe, однако позже DreamCatcher Europe закрыла подразделения по разработке игр, перешедших к ним от Cryo Interactive. Из-за чего были подозрения, что разработку игры Египет III отменят.
Группа уволенных из DreamCatcher Europe во главе с Бенуа Ходжаном приступила к основанию независимого разработчика Kheops Studio. По словам Ходжана, большая часть команды уже занималась разработкой игры Египет III до того, как ее разработка была прервана, и Kheops Studio получили контракт от DreamCatcher на завершение игры. Jeux Video отметили, разработка над Египет III «была незаметно возобновлена и приближалась к завершению к январю 2004 года».
Также как Cryo Interactive привлекали историков для создания игры Египта II, Kheops Studio работали с археологом Жан-Клодом Гольвином для повышения исторической точности. В отличие от предыдущих игр серии, Египет III создавался без сотрудничества с  Réunion des Musées Nationaux.

## Реакция
| Сводный рейтинг | Сводный рейтинг |
| Агрегатор       | Оценка          |
| --------------- | --------------- |
| GameRankings    | 76,45 %         |

Эндрю Плоткин из Zarf считал, что игра содержит неубедительный сюжет, но с огромным количеством образовательной исторической информации . Adventure-Archiv посчитали игру интересной, хотя и не новаторской. GameBoomers похвалили игру за то, что она была не слишком длинной или сложной. Обозреватель Tap-Repeatedly, Тогер, счел игру «милым развлечением». WorthPlaying рекомендовали игру фанатам Myst. Стив Рэмси из Quandary отметил, что игроку не обязательно играть в предыдущие игры серии, чтобы понять сюжет. Дэн Равипинто из Adventure Gamers раскритиковал загроможденную среду игры и медленный интерфейс. В Jeux Video игру назвали короткой и простой, предлагающей игроку приятное приключение в Египте. Game Chronicles написали, что игра вызовет интерес только поклонников жанра приключенческих игр.